# Parosmie
La parosmie est une perception olfactive qui ne correspond pas à la stimulation. Le sujet confond les odeurs, percevant par exemple une odeur fétide alors qu'on lui présente un parfum. C'est un symptôme parfois retrouvé en cas de maladie de Parkinson. Il est aussi décrit chez les patients ayant été atteints par la Covid-19.

## Épidémiologie
Un sondage chez des adultes d'une ville suédoise montre qu'elle existe chez près de 4 % de la population interrogée, concernant essentiellement les personnes de moins de 30 ans.

## Description
Elle est fréquemment associée à une diminution de sensibilité aux odeurs, voire à une anosmie.
Lorsqu'il s'agit de la perception d'une odeur alors qu'elle n'existe pas, on parle de « phantosmie ».

## Causes
Elle peut être une conséquence de la prise de certains médicaments.
Elle se voit après certains traumatisme crâniens, certaines maladies neuro-dégénératives.
Elle peut exister en cas de Covid-19, soit de manière précoce, soit au bout de plusieurs semaines. Elle peut persister, même après récupération complète de l'odorat et peut parfois être transitoire, au cours de la récupération de ce sens. Elle peut être associée à une altération du goût : dysgueusie ou agueusie et être responsable d'une altération de la qualité de vie, notamment au cours du Covid long.

## Traitement
Une rééducation peut être proposée.